# (13404) Norris
(13404) Norris est un astéroïde de la ceinture principale.

## Description
(13404) Norris est un astéroïde de la ceinture principale. Il fut découvert le 9 septembre 1999 à Socorro (Nouveau-Mexique) par le projet LINEAR. Il présente une orbite caractérisée par un demi-grand axe de 2,29 UA, une excentricité de 0,10 et une inclinaison de 3,5° par rapport à l'écliptique.

## Compléments